# Muhsin Hendricks
Muhsin Hendricks (n. iunie 1967, Cape Town, Africa de Sud – d. 15 februarie 2025, Bethelsdorp, Eastern Cape, Africa de Sud) a fost un imam sud-african, savant islamic și activist pentru drepturile LGBT. A fost implicat în diverse grupuri de presiune pentru musulmanii LGBT și a pledat pentru o mai mare acceptare a persoanelor LGBT în cadrul islamului. Este considerat primul imam deschis homosexual din lume, după ce și-a dezvăluit orientarea sexuală în 1996. Hendricks a fost victima unei crime motivate de ură în Bethelsdorp, Africa de Sud, în februarie 2025 și a murit din cauza rănilor provocate de împușcături într-un incident armat.